# Magama
Magama est une zone de gouvernement local de l'État de Niger au Nigeria,.

## Source
- (en) Cet article est partiellement ou en totalité issu de l’article de Wikipédia en anglais intitulé « Magama, Nigeria » (voir la liste des auteurs).